# McLaren MP4/13
El McLaren MP4/13 fue el coche con el que el equipo McLaren compitió en la temporada 1998 de Fórmula 1. El chasis fue diseñado por Adrian Newey, Steve Nichols, Neil Oatley y Henri Durand, y Mario Illien diseñó el motor Ilmor a medida. Conducido por Mika Häkkinen y David Coulthard, el MP4/13 demostró ser el coche dominante de la temporada, con Häkkinen ganando ocho carreras camino a su primer Campeonato de Pilotos, mientras que McLaren ganó su primer Campeonato de Constructores desde 1991 y, a partir de enero de 2023, el último.
El patrocinador principal del equipo fue West, cuyos logotipos no aparecieron en los coches de los Grandes Premios de Francia, Gran Bretaña y Alemania debido a las prohibiciones de patrocinio del tabaco en estos países.

## Historia

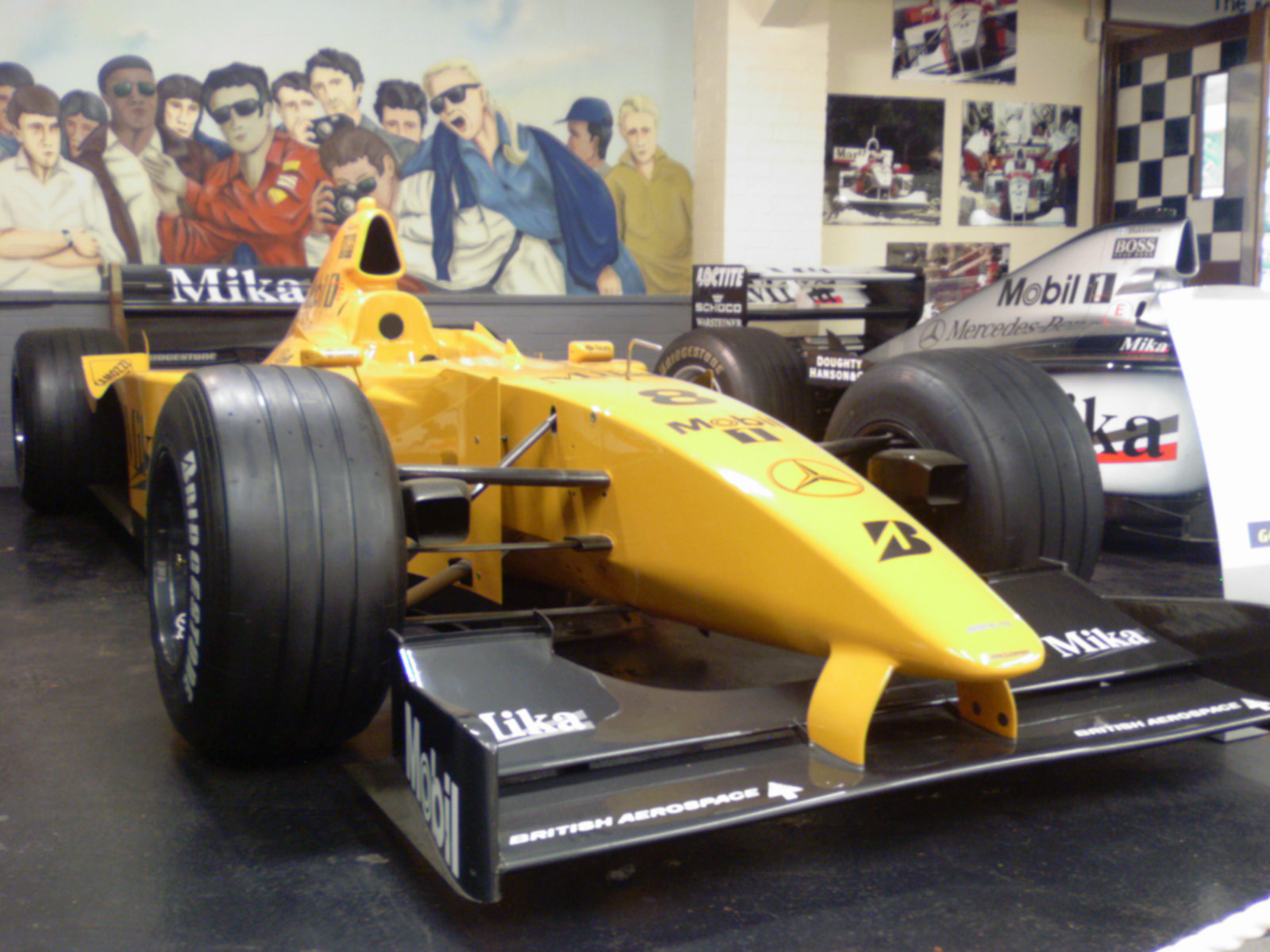
MP4/13 de Mika Häkkinen con decoración de prueba en el McLaren Hall en la Exposición del Gran Premio de Donington.

El diseñador Adrian Newey se unió a McLaren procedente de Williams en 1997, pero no pudo influir en el diseño del McLaren MP4/12 más que ajustes durante la temporada. Su trabajo se vio recompensado cuando los pilotos Mika Häkkinen y David Coulthard terminaron primero y segundo en el Gran Premio de Europa que cerró la temporada.
Cuando la temporada de 1998 comenzó cuatro meses después, quedó claro que Newey se había adaptado a los cambios de reglas para ser el mejor de 1998. Ahora que los coches son más estrechos y funcionan con neumáticos ranurados, el nuevo diseño del MP4/13 lo convirtió en el coche a batir.
El dominio del MP4/13 se demostró en la carrera inaugural de 1998 en Australia, cuando Häkkinen y Coulthard terminaron una vuelta por delante del resto del pelotón. El diseño aerodinámico de Newey fue, con diferencia, el más eficiente y Mercedes produjo el motor más potente de la temporada. El equipo contó con la ayuda de un sistema de dirección de freno único que permitía al conductor usar cualquiera de los frenos del automóvil de forma independiente para ayudar en las curvas, un sistema utilizado por primera vez en 1997. El equipo Ferrari protestó, afirmando que el sistema de dirección de freno era una violación. de las normas técnicas, que prohibían la dirección en las cuatro ruedas. La FIA finalmente se puso del lado de Ferrari y el sistema fue prohibido, aunque al equipo se le permitió mantener sus resultados hasta ese momento.
Además, el automóvil tenía uno de los primeros sistemas híbridos que utilizaba la energía de los frenos para generar energía eléctrica que se almacenaba en baterías. Esta potencia podría luego utilizarse para hacer funcionar bombas auxiliares en el motor para combatir las pérdidas parásitas, lo que daría como resultado entre 30 y 40 caballos de fuerza adicionales durante un período limitado.
El dominio de McLaren continuó en la segunda carrera de la temporada en Brasil, antes de que Ferrari comenzara a reducir la diferencia a partir del Gran Premio de Argentina. El MP4/13 mantuvo su superioridad en pistas de alta velocidad como Hockenheim y Silverstone, mientras que el F300 de Ferrari estaba más cerca del McLaren en circuitos más técnicos. Hablando del MP4/13 algunos años después, Coulthard dijo que el coche era rápido pero subviraba en las curvas lentas; Esto se debió al diseño de Newey que maximizaba el agarre aerodinámico del automóvil sobre su agarre mecánico. Häkkinen inicialmente encontró que el coche estaba nervioso durante las pruebas debido a una inestabilidad sesgada hacia atrás, pero esto se corrigió antes de que comenzara la temporada.
Durante 1998, el MP4/13 de Coulthard alcanzó la velocidad más alta de todos los autos de F1 ese año cuando registró 353 km/h (219 mph) en el antiguo circuito de Hockenheim.
Aunque Michael Schumacher, de Ferrari, llevó la batalla por el Campeonato de Pilotos hasta la última carrera en Japón, Häkkinen se llevó el título con su octava victoria de la temporada. Coulthard ganó una carrera, en San Marino, camino al tercer lugar en la general, mientras que McLaren ganó el Campeonato de Constructores. Esta fue la primera victoria en el campeonato de McLaren desde 1991 con Ayrton Senna y, en términos de victorias en carreras, el año más exitoso del equipo desde 1989.
Durante 1998, Nick Heidfeld y Ricardo Zonta actuaron como pilotos de pruebas para McLaren y condujeron el MP4/13 en las sesiones de prueba. El tiempo récord para la subida de colinas del Goodwood Festival of Speed se estableció en 1999, cuando Heidfeld condujo un MP4/13 cuesta arriba en 41,6 segundos. Veinticuatro años después, el MP4/13 marcó la segunda vuelta más rápida en Laguna Seca de la mano del piloto mexicano de IndyCar Pato O'Ward, cuando O'Ward rodó el circuito en 1 minuto y 10,3 segundos, casi un segundo más rápido que un McLaren. IndyCar por el mismo circuito.

## Otro
En julio de 2017, el desarrollador de videojuegos Codemasters anunció que el MP4/13 aparecería en el videojuego F1 2017 como un coche clásico. También aparece en F1 2018 y F1 2019.

## Resultados

### Fórmula 1
(Clave) (negrita indica pole position) (cursiva indica vuelta rápida)

| Año     | Motor        | Neu. | N.º | Pilotos         | 1   | 2   | 3   | 4   | 5   | 6   | 7   | 8   | 9   | 10  | 11  | 12  | 13  | 14  | 15  | 16  | Puntos | Pos. |
| ------- | ------------ | ---- | --- | --------------- | --- | --- | --- | --- | --- | --- | --- | --- | --- | --- | --- | --- | --- | --- | --- | --- | ------ | ---- |
| 1998    | Mercedes V10 | B    |     |                 | AUS | BRA | ARG | SMR | ESP | MON | CAN | FRA | GBR | AUT | GER | HUN | BEL | ITA | LUX | JPN | 156    | 1º   |
| 1998    | Mercedes V10 | B    | 7   | David Coulthard | 2   | 2   | 6   | 1   | 2   | Ret | Ret | 6   | Ret | 2   | 2   | 2   | 7   | Ret | 3   | 3   | 156    | 1º   |
| 1998    | Mercedes V10 | B    | 8   | Mika Häkkinen   | 1   | 1   | 2   | Ret | 1   | 1   | Ret | 3   | 2   | 1   | 1   | 6   | Ret | 4   | 1   | 1   | 156    | 1º   |
| Fuente: |              |      |     |                 |     |     |     |     |     |     |     |     |     |     |     |     |     |     |     |     |        |      |